# Muncie
La ville de Muncie est le siège du comté de Delaware, dans l’État de l’Indiana, aux États-Unis.
L'action du film Rencontres du troisième type se déroule principalement dans la ville de Muncie. Dans le film Le Grand Saut (The Hudsucker Proxy) de Joel et Ethan Coen (1994), le personnage principal, interprété par Tim Robbins, est décrit comme le « plouc de Muncie, Indiana ».
Dans l'épisode 12 de la première saison de la série télévisée Papa Schultz (Le professeur Dubois), Carter déclare qu'il dirige un drugstore à Muncie, Indiana.
Dans la série Parks and Recreation, Muncie est citée comme la ville préférée de Jerry, ce qui est une source de rire pour les autres personnages.

## Villes jumelés
- Changhua, Taiwan
- Deyang, China
- Isparta, Turkey
- Taraz, Kazakhstan
- Zhuji, China